# Sandra Piršić
Sandra Piršić (ur. 11 października 1984 w Kranju) – słoweńska koszykarka, występująca na pozycji środkowej, reprezentantka kraju.

## Osiągnięcia
Stan na 27 kwietnia 2025, na podstawie, o ile nie zaznaczono inaczej.

### Drużynowe
- Mistrzyni Słowenii (2002)
- Wicemistrzyni:
  - Euroligi (2012)
  - Słowenii (2003–2006)[3]
- Zdobywczyni Pucharu Słowenii (2002)
- Finalistka Pucharu Słowenii (2003, 2005)
- Uczestniczka rozgrywek:
  - FIBA Europe Cup/Eurocup (2006/2007, 2008–2010)
  - Pucharu Ronchetti (2001/2002)

### Indywidualne
(* – nagrody przyznane przez portal eurobasket.com)
- Najlepsza*:
  - zawodniczka krajowa ligi słoweńskiej (2006)[3]
  - środkowa ligi słoweńskiej (2006)[3]
- Zaliczona do*:
  - I składu:
    - ligi słoweńskiej (2006)[3]
    - zawodniczek krajowych ligi słoweńskiej (2006)[3]
    - defensywnego ligi słoweńskiej (2006)[3]

  - składu honorable mention ligi hiszpańskiej (2011, 2014, 2016)[4][5][6]
- Liderka w:
  - zbiórkach ligi słoweńskiej (2006 – 17,1)[3]
  - blokach hiszpańskiej ligi LFB (2014 – 1,6)[5]

### Reprezentacja
Seniorska
- Uczestniczka:
  - mistrzostw Europy:
    - 2017 – 14. miejsce
    - dywizji B (2005, 2009, 2011)

  - kwalifikacji do Eurobasketu (2003, 2007, 2013, 2015, 2017)

Młodzieżowe
- Uczestniczka:
  - mistrzostw Europy U–18 (2002 – 10. miejsce)
  - kwalifikacji do Eurobasketu:
    - U–20 (2002, 2004)
    - U–18 (2000)